# Nicolaus von Prittwitz

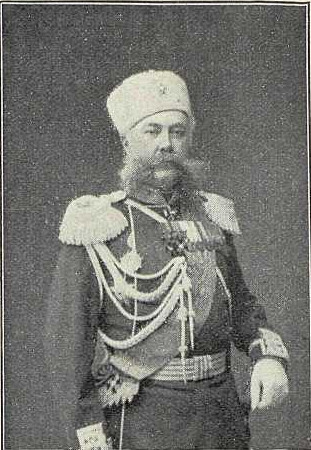
Nicolaus von Prittwitz

Nicolaus Carl Leonhard Hans von Prittwitz (* 11./23. März 1835 in Sankt Petersburg, Russisches Kaiserreich; † 22. November 1897 in Moskau, Russisches Kaiserreich) war Generalleutnant à la suite der kaiserlich russischen Armee.

## Familie
Prittwitz entstammte dem alten, weit verzweigten schlesischen Adelsgeschlecht derer von Prittwitz und war der Sohn des kaiserlich russischen Generals der Kavallerie, General-Adjutanten des Zaren und späteren Barons Carl von Prittwitz, Graf Sabalkanski, Majoratsherr auf Sabalkansk (Kr. Jamburg), und der Luise de Grasse.
Er heiratete am 29. April oder 11. Mai 1873 in Moskau Marie Baronesse op dem Hamme gen. von Schoeppingk (* 17. Dezember 1848; † Oktober 1915), die Tochter des Gutsbesitzers Demetrius Baron op dem Hamme, Herr auf Gut Bornsmünde, und der Marie Jasikow.
Er war der Bruder des kaiserlich russischen Generalmajors Hans von Prittwitz.

## Militärischer Werdegang
Prittwitz war kaiserlich russischer Generalleutnant à la suite der Garde-Kavallerie.
Zuletzt war er Kommandeur der 1. Reserve-Kavallerie-Brigade.